# Midsommar (film, 2003)
Midsommar (danska: Midsommer) är en dansk-svensk psykologisk skräckfilm från 2003 i regi av Carsten Myllerup, med Kristian Leth, Laura Christensen, Tuva Novotny och Jon Lange i rollerna. En amerikansk nyinspelning gjordes 2008, med titeln Solstice.

## Handling
Efter sin systers självmord under en studentfest fullföljer inte Christian sin examen. Han bestämmer sig dock för att följa med gänget till Sverige för att fira midsommar. Men oavsett det fina vädret, de många ölen, och den vackra Trine som äntligen börjar visa honom intresse, så kan han inte skaka av sig Sofies självmord. Och plötsligt en natt hemsöks Christian av att någon eller något försöker ta kontakt. Är det Sofie eller är det hans egen fantasi som spelar honom ett spratt? Trots de andras motvilja börjar Christian nysta i de märkliga händelserna, något som får katastrofala följder både för honom själv och för de övriga i gänget. En sak är säker - det blir inte den midsommar som de hade planerat.

## Rollista
| Kristian Leth        | – Christian |
| Laura Christensen    | – Trine     |
| Tuva Novotny         | – Linn      |
| Jon Lange            | – Mark      |
| Nicolai Jandorf Klok | – Jannick   |
| Julie R. Ølgaard     | – Anja      |
| Lykke Sand Michelsen | – Sofie     |
| Per Oscarsson        | – Persson   |